# Śpiewnik

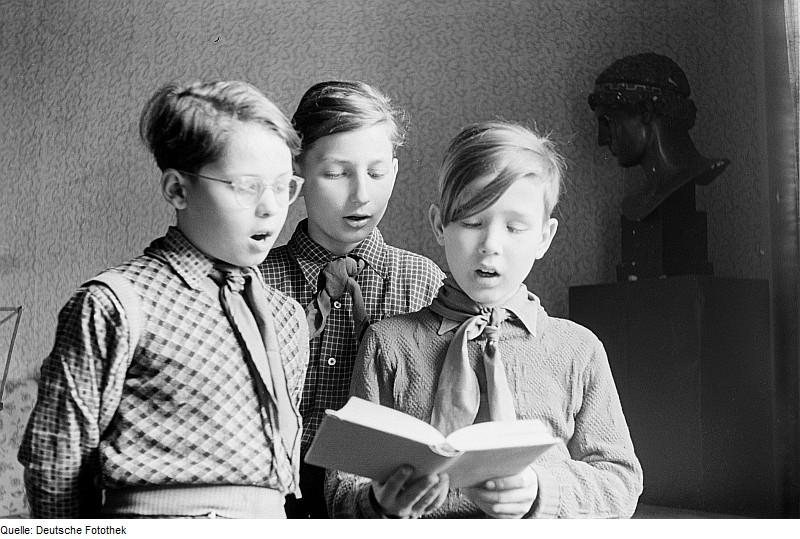
Chłopcy śpiewający z pomocą śpiewnika (Lipsk, NRD; 1950)

Śpiewnik – publikacja w formie książki lub zeszytu, która zawiera nuty i teksty pieśni lub piosenek. Współcześnie śpiewniki są również dostępne jako publikacje elektroniczne, aplikacje mobilne oraz strony internetowe.
Ze względu na rodzaj zamieszczonych pieśni można wyróżnić różne typy śpiewników: m.in. szkolne, narodowe, kościelne oraz ludowe. Śpiewniki zawierające pieśni religijne lub śpiewy liturgiczne nazywane są kancjonałami.
Wydawcy muzyczni produkują także śpiewniki drukowane do śpiewu wspólnego. W Stanach Zjednoczonych takie woluminy wykorzystywane były przez producentów fortepianów jako narzędzie marketingowe.

## Historia
Drukowane zbiory pieśni znajdują się już wśród inkunabułów, czyli druków wydanych przed 1500 rokiem. Do najstarszych druków muzycznych należy graduał z Konstancji, wydany około 1473 roku; zawiera on zapis neumatyczny melodii w notacji gotyckiej. Także prawosławne teksty liturgiczne w języku cerkiewnosłowiańskim, wydawane przez Szwajpolta Fiola w Krakowie w latach ok. 1490–1491, przeznaczone były do śpiewu (m.in. Osmiohlasnik św. Jana z Damaszku w układzie na 8 głosów). Te wczesne druki nie były jednak jeszcze nazywane śpiewnikami.
Wczesne śpiewniki obok pieśni zawierały także często utwory instrumentalne.
John Dowland, angielski lutnista renesansowy, wydał zbiór pieśni w latach 1597–1612.
Charakterystyczną cechą dla drukowanych w Europie na przełomie XVIII i XIX w. śpiewników i modlitewników było to, że pozbawione były zapisu nutowego melodii.

### Niemcy

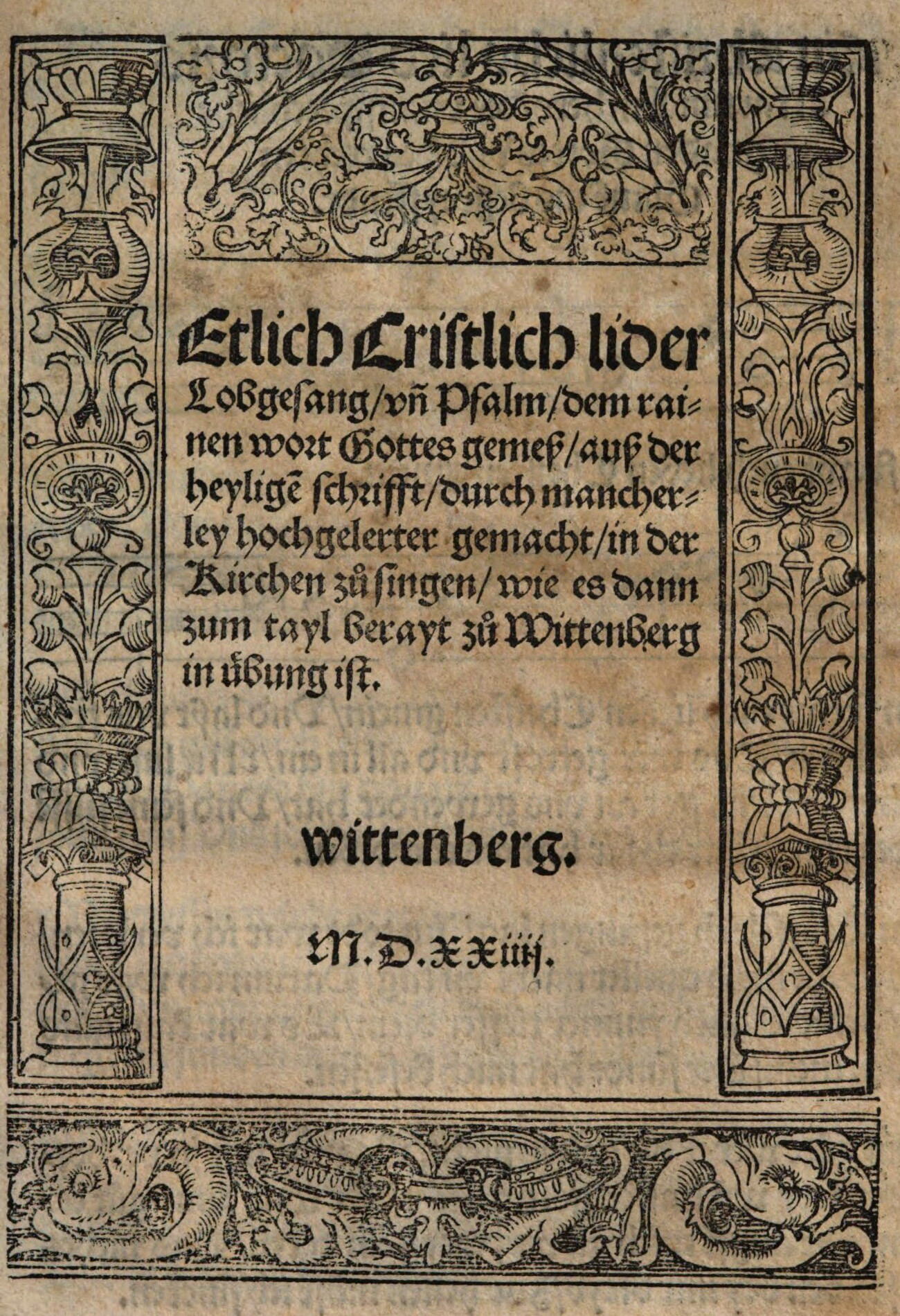
Strona tytułowa śpiewnika Marcina Lutra Etlich Cristlich lider, Wittenberga 1524

Przykładem śpiewnika rękopiśmiennego jest Śpiewnik Lochamera, spisywany do roku 1460 przez Jodocusa z Windsheimu, prawdowpodobnie ucznia niewidomego organisty Conrada Paumanna z Norymbergi. Zawiera 50 utworów wokalnych i 32 instrumentalne, w układzie na od jednego do trzech głosów. Obok religijnych zawiera utwory świeckie, a nawet miłosne. W podobnym okresie (1470–1480) powstał trzytomowy Śpiewnik głogowski (niem. Glogauer Liederbuch), zawierający 294 utwory: w tym 158 utworów wokalnych z tekstami łacińskimi, 75 z niemieckimi, oraz 61 kompozycji instrumentalnych. Śpiewnik ten zawiera m.in. trzygłosowy motet łaciński o świętej Jadwidze Śląskiej rozpoczynający się od słów O deus Trebnicae.
Do wczesnych śpiewników drukowanych z muzyką świecką należy antologia wydana przez Erharda Öglina w 1512 roku. Zawiera on głównie utwory czterogłosowe (prawdopodobnie raczej na głos solo z akompaniamentem trzech instrumentów, niż na chór czterogłosowy). Wydawca nie podał nazwisk kompozytorów, ale da się ustalić, że byli wśród nich czołowi twórcy tego okresu (m.in. Paul Hofhaimer, Heinrich Isaac i Ludwig Senfl). W następnym, 1513 roku ukazał się śpiewnik wydany przez Petera Schöffera młodszego (syna Petera Schöffera starszego). W tej publikacji podane są nazwiska kompozytorów, głównie dworskich; natomiast poziom artystyczny utworów wydaje się być niższy niż we wcześniejszym śpiewniku Öglina (przede wszystkim ze względu na dużą powtarzalność rytmiczną). Śpiewnik Arnta von Aich 75 hubscher Lieder myt Discant, Alt, Bas und Tenor, niedatowany, ale prawdopodobnie pochodzący z tej samej dekady, zawiera 75 pieśni o zróżnicowanej stylistyce i tematyce przeważnie miłosnej.
Szerokiemu rozpowszechnieniu i wykorzystaniu śpiewników sprzyjał ruch reformacyjny; kancjonały protestanckie były przeważnie jednogłosowe, co ułatwiało wykonywanie pieśni przez ogół wiernych. Pierwszy śpiewnik luterański Etlich Cristlich lider / Lobgesang und Psalm (popularnie zwany Achtliederbuch – księgą ośmiu pieśni) został wydany w 1524 roku w Wittenberdze, a autorem czterech z zamieszczonych w nim ośmiu pieśni był Marcin Luter. W 1524 roku Luter opublikował jeszcze dwa śpiewniki: Enchiridion w Erfurcie (był autorem 18 na 25 pieśni) oraz Eyn geystlich Gesangk Buchleyn w Wittenberdze (24 na 32 pieśni autorstwa Lutra). Znana pieśń Marcina Lutra Warownym grodem jest nasz Bóg, nazywana hymnem reformacji, występuje w śpiewniku erfurckim Andreasa Rauschera (1531), lecz prawdopodobnie opublikowana była po raz pierwszy w niezachowanym śpiewniku wydanym przez Josepha Kluga w Wittenberdze w 1529 roku.
Zbiory pieśni protestanckich wydawali także teologowie Johann Spangenberg i Lucas Lossius.

### Rosja
W XVII wieku występowały w Rosji śpiewniki rękopiśmienne; zawierały pieśni o tematyce religijnej i historycznej. Od XVIII wieku zwiększa się udział pieśni świeckich, pojawiają się też zapisy pieśni ludowych. W drugiej połowie XVIII wieku wydawane są pierwsze śpiewniki drukowane:
- Между делом безделье [Mieżdu diełom biezdiel'je] Grigorija Nikołajewicza Tiepłowa(inne języki) z muzyką na trzy głosy, wydane w latach '50 XVIII wieku, drugie wydanie w 1759[26];
- Собрание разных песен [Sobranije raznych piesien] Michaiła Dmitrijewicza Czułkowa w 4 częściach, 1770—74 (bez nut);
- Собрание русских простых песен с нотами [Sobranije russkich prostych piesien s notami] Wasilija Fiodorowicza Trutowskiego(inne języki) w 4 częściach, 1776—1795 (z nutami)[25][27];
- Собрание народных русских песен, с их голосами [Sobranije narodnych russkich piesien s ich gołosami] Iwana Pratscha(inne języki), z pochodzenia Czecha, w Petersburgu w 1790 roku[27];
- literacki Карманный песенник, или Собрание лучших светских и простонародных песен [Karmannyj piesiennik, ili sobranije łuczszych swietskich i prostonarodnych piesien] poety  Iwana Iwanowicza Dmitrijewa, wydany w 1796 roku.

W XIX wieku śpiewniki upowszechniły się wśród wszystkich warstw społeczeństwa; wydawane były m.in. tanie łubkowe (drzeworytnicze) śpiewniki dla ludności miejskiej i wiejskiej. Od lat dziewięćdziesiątych XIX wieku do śpiewników włączano pieśni robotnicze; śpiewniki rewolucyjne drukowane były nielegalnie w Rosji lub sprowadzane z zagranicy.

### Włochy
Chociaż zapis muzyczny drukowano już wcześniej (także metodą drzeworytu), pierwszym drukarzem specjalizującym się w drukach muzycznych był Ottaviano Petrucci działający w Wenecji. Jego pierwsza publikacja, wydany w 1501 roku Harmonice Musices Odhecaton, był to zbiór 96 pieśni świeckich w układzie na trzy lub cztery głosy. W stosowanej przez Petrucciego technice każda strona drukowana była w trzech etapach (osobno nuty, linie i tekst).
W latach 1609–1623 kilkuczęściowy zbiór Musiche da cantar solo e a 1–2 voci opublikował Sigismondo d’India.

## Śpiewniki w Polsce

### Od renesansu do oświecenia

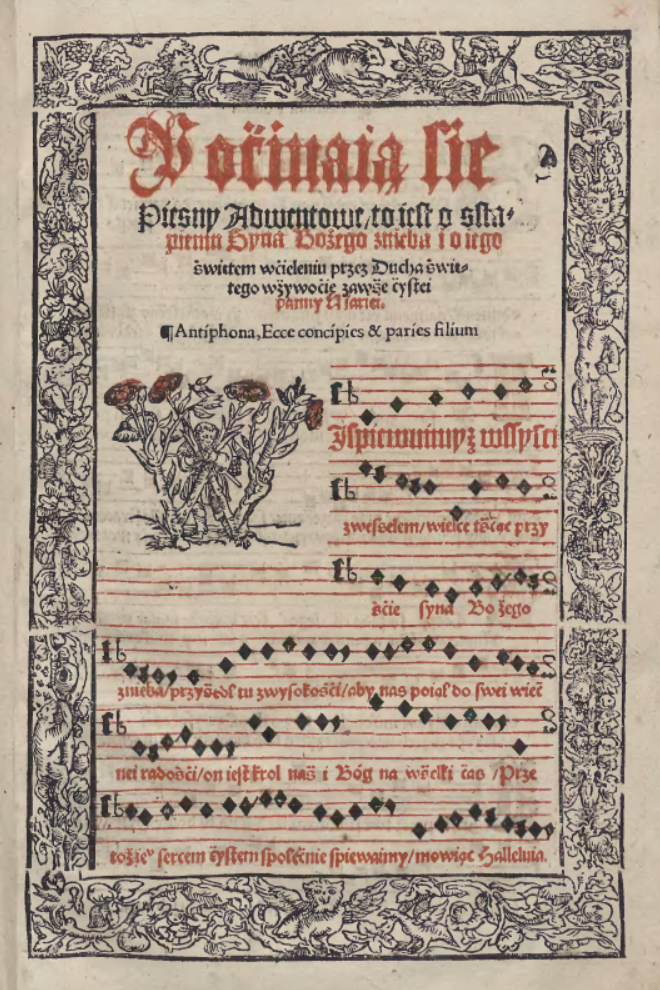
Strona z kancjonału Cantional Albo Księgy chwał Boskych Walentego z Brzozowa, wydanego w 1554 roku w Królewcu

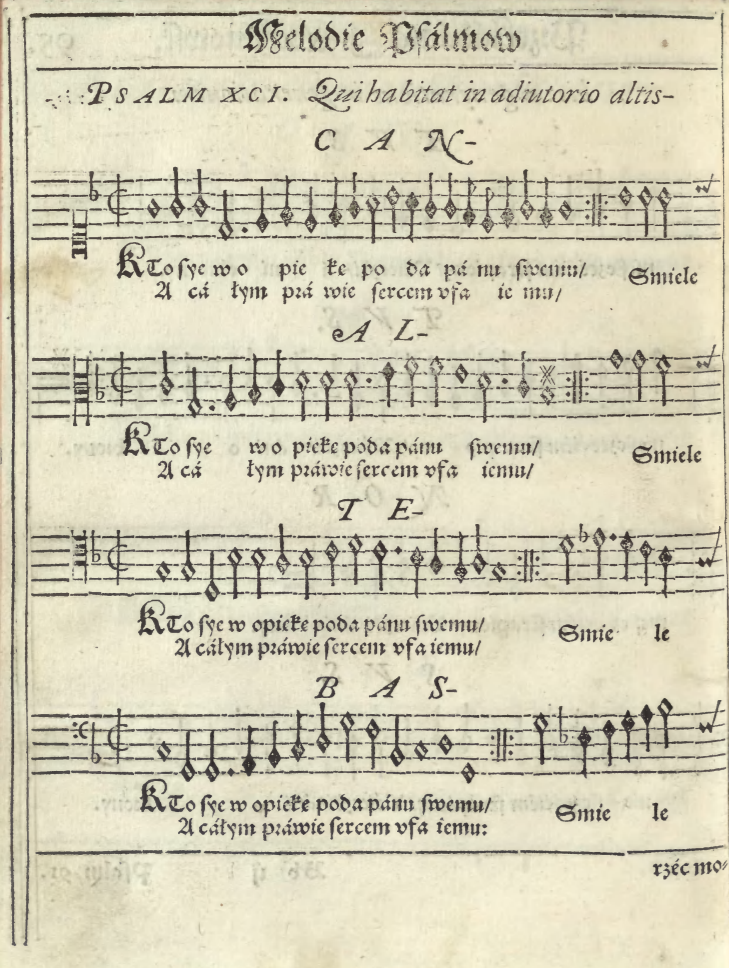
Psalm 91 Kto się w opiekę z psałterza Melodiæ Na Psalterz Polski Mikołaja Gomółki i Jana Kochanowskiego (Kraków, 1580)

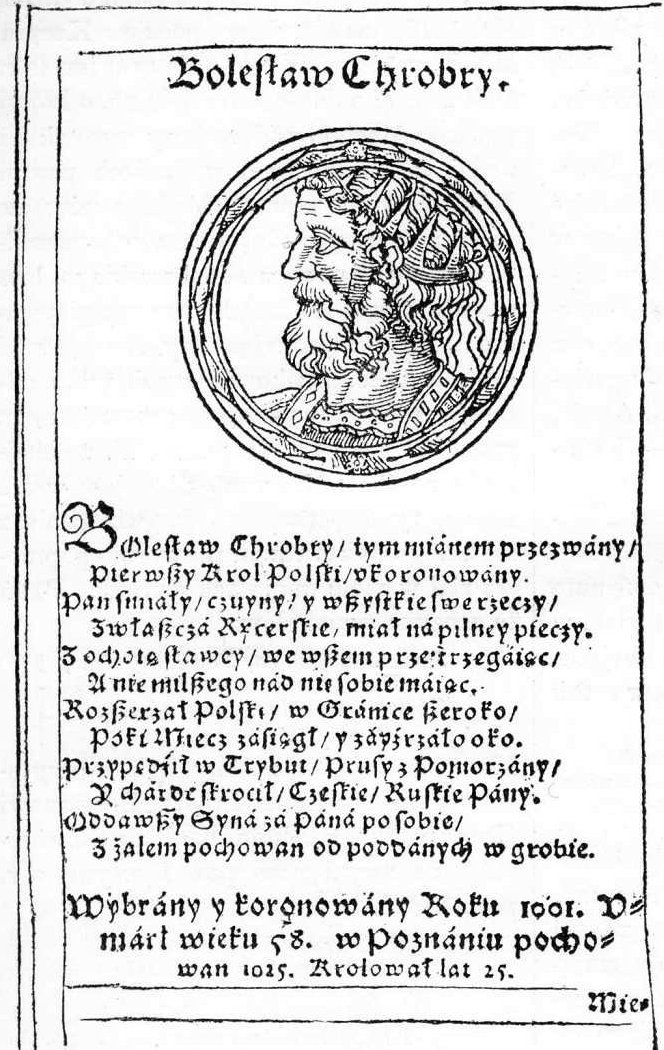
Strona ze śpiewnika historycznego z końca XVI wieku

W Polsce drukowane kancjonały protestanckie pojawiają się w połowie XVI wieku i wkrótce stają się obiektem cenzury kościelnej (pierwszy polski indeks ksiąg zakazanych z 1603 roku zawierał także nazwiska autorów śpiewników):
- pierwszy z nich to Pieśni duchowne a nabożne Jana Seklucjana z 1547 roku; tegoż autora Pieśni chrześcijańskie... wydano w Królewcu w 1559 roku[31];
- Walenty z Brzozowa wydał Kancyjonał albo księgi chwał boskich w Królewcu w roku 1554 jako przekład z języka czeskiego[32]
- duże znaczenie miał kancjonał Piotra Artomiusza Cantional, To jest Pieśni krześciańskie ku Chwale Boga w Troycy jedynego y pociesze Wiernych jego [...] wydany w Toruniu w 1587 roku – w latach 1578–1728 roku miał 12 wydań w Toruniu, Gdańsku i Lipsku[33].

Funkcję śpiewników pełniły niekiedy psałterze z nutami – w szczególności Psałterz Dawidów Jana Kochanowskiego z muzyką Mikołaja Gomółki, wydany w 1580 roku.
Zygmunt Gloger przytacza w Encyklopedii staropolskiej zbiór pieśni dedykowanych Stefanowi Batoremu i Annie Jagiellonce Pieśni nowe o królu polskim Najjaśniejszym niniejszym Stefanie Pierwszym: Wielkim księciu litewskim etc., etc. a Wojewodzie z łaski Bożej Siedmiogrodzkim; wespółek i o królewnie Jej M. Annie, z łaski Bożej Królowej Polskiej – Z winszowaniem im szczęśliwego panowania na czasy długie etc.. Ta broszura, obejmująca 5 pieśni na 8 stronach, nie zawiera daty ani miejsca wydania (przypuszczać można datę około 1576 roku – wkrótce po ślubie i koronacji Stefana Batorego). Zamiast zapisu nutowego podany jest tytuł melodii, do której ułożono nowe teksty: Wesołe chwile, ku nam się nawróćcie.
Gloger podaje także informację o śpiewniku historycznym z końca XVI wieku, zawierającym poczet królów polskich od Lecha do Zygmunta III Wazy wraz z portretami tych władców. Przypuszczalnie tytuł tej publikacji to Katalog książąt i królów polskich albo Porządek a Ordunk, począwszy od Lecha I aż do dzisiejszego Zygmunta III, rytmem polskim dla snadniejszej pamięci ułożony; hipoteza ta jest trudna do zweryfikowania, gdyż dostępny Glogerowi egzemplarz pozbawiony był karty tytułowej.

### Wiek XIX i XX

#### Kancjonały katolickie
Do istotniejszych kancjonałów katolickich wydanych na ziemiach polskich w wieku XIX należą:
- Śpiewnik kościelny, czyli pieśni nabożne z melodiami w Kościele katolickim używane księdza Michała M. Mioduszewskiego (wydanie pierwsze w Krakowie 1838, dodatki 1842–1854);
- Szczeble do nieba czyli Zbiór pieśni z melodyjami w kościele rzymsko-katolickim od najdawniejszych czasów używanych Teofila T. Klonowskiego, w dwóch tomach, Poznań 1867;
- Śpiewniczek zawierający pieśni kościelne z melodyami : dla użytku młodzieży szkolnej (późniejsze wydania pod tytułem Śpiewnik kościelny) księdza Jana Kazimierza Siedleckiego (pierwsze wydanie Kraków 1878).

Śpiewnik księdza Siedleckiego doczekał się licznych wydań (41 wydań do 2015 roku), gruntownie przerabianych, uzupełnianych i uaktualnianych, w związku z czym ostatnie wydanie (1424 stron) w znacznym stopniu odbiega od wydania pierwszego (184 strony). Na uwagę zasługuje wydanie jubileuszowe z 1928 roku pod redakcją księdza Wendelina Świerczka, w którym wprowadzono zapis melodii na dwa głosy; do wydania tego w latach trzydziestych opublikowano także Towarzyszenie organowe w trzech zeszytach (1930, 1932 i 1939).

#### Zbiory pieśni ludowych
W XIX wieku etnografowie zaczęli zbierać i wydawać drukiem zbiory polskich (a także białoruskich i ukraińskich) pieśni ludowych:
- jednym z pierwszych zbiorów były Pieśni ludu polskiego w Galicyi wydane w 1838 roku we Lwowie przez Żegotę Paulego[39];
- Oskar Kolberg opracował monumentalne dzieło Lud. Jego zwyczaje, sposób życia, mowa, podania, przysłowia, obrzędy, gusła, zabawy, pieśni, muzyka i tańce; za jego życia od 1857 roku wydano 33 tomy, obecnie liczba tomów sięga 86.
- Zygmunt Gloger opublikował w 1892 roku Pieśni ludu z artystycznym opracowaniem muzycznym Zygmunta Noskowskiego[40].

#### Śpiewniki dziecięce i szkolne
Spośród śpiewników przeznaczonych dla dzieci i młodzieży należy wymienić:
- Śpiewy historyczne Juliana Ursyna Niemcewicza z muzyką różnych kompozytorów i kompozytorek polskich, pierwsze wydanie w Warszawie w 1816 roku;
- śpiewniki szkolne Teofila T. Klonowskiego, wydawane w latach 1848–1860[9], m.in. Pieśni i piosneczki szkolne z melodyjami na 2, 3 i 4 głosy (Poznań 1848) oraz Zbiór pieśni i piosneczek szkolnych : ułożonych na 2, 3 i 4 głosy do śpiewania (Poznań 1854–1860);
- Śpiewnik dla dzieci Marii Konopnickiej z muzyką Zygmunta Noskowskiego – pierwsze wydanie w Warszawie w 1891 roku; Nowy Korbut z 1973 roku notuje 7 wydań do 1929 roku (niekiedy pod tytułem Cztery pory roku i bez opracowania muzycznego) i kolejne 6 wydań w latach 1950–1967[41].

#### Zbiory pieśni patriotycznych
Wydawane były także śpiewniki patriotyczne, zarówno do użytku w kraju, jak i dla Polonii za granicą:
- Wybór pieśni narodowych w którym się znajdują dumki, arye, marsze, krakowiaki, mazury, pieśni patryotyczne, wojenne, historyczne itd. wydana w Poznaniu w 1882 roku pod pseudonimem J. Ch. (Józef Chociszewski)[42].
- Jeszcze Polska nie zginęła! : Pieśni patryotyczne i narodowe w opracowaniu Franciszka Barańskiego (pierwsze wydanie we Lwowie w 1893 roku[43][44]; następnie także w Nowym Jorku w 1944 roku[45]). Publikacja obejmowała dwie części: część pierwsza zawierała muzykę, a część druga słowa[45].
- Polski śpiewnik narodowy z melodjami autorstwa Waleriana Adamskiego (pierwsze wydanie w 1918 roku w Poznaniu, następnie także 1941 roku w Londynie). Publikacja zawierała melodie w układzie na głos, a przy niemal wszystkich utworach muzycznych podane były nazwiska autorów słów[46].

#### Cenzura śpiewników

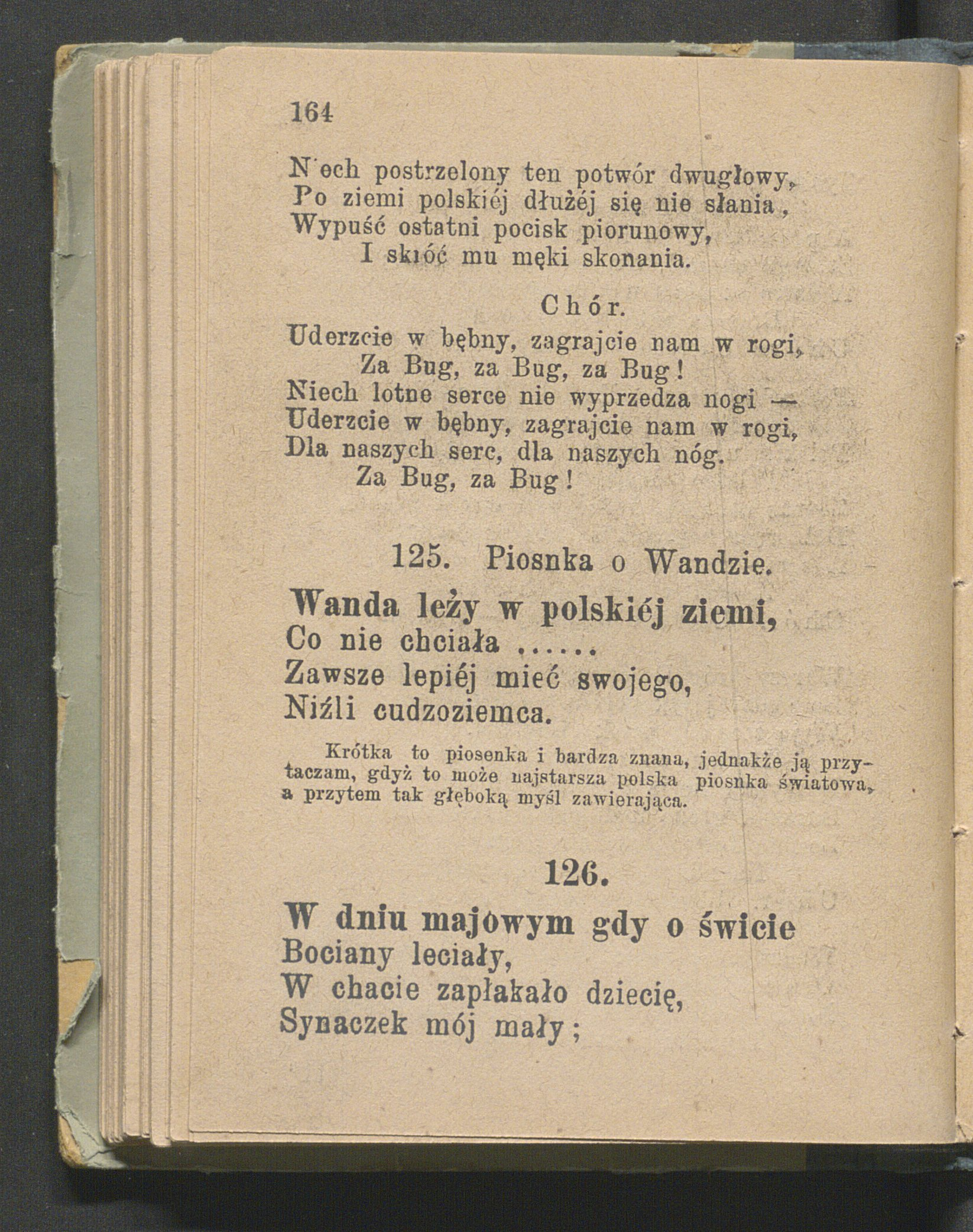
Piosenka Wanda leży w polskiej ziemi w śpiewniku Wybór pieśni narodowych wydanym przez J. Chociszewskiego (Poznań, 1882). Przykład (auto)cenzury w zaborze pruskim.

W niektórych polskich śpiewnikach wydawanych w zaborze pruskim zamieszczano wykazy zakazanych piosenek. Przykładowo, w Zupełnym śpiewniczku kieszonkowym Jana Kwiatkowskiego (Mikołów, 1911) zamieszczono 16-stronicowy spis pieśni zakazanych wraz z miejscami i datami wyroków sądowych
. Autor w przedmowie stwierdza, że władze zakazały wielu śpiewników, zawierających „piosnki rzekomo podburzające“, a swoją publikacją ma nadzieję wypełnić tę lukę („Oczywiście, że unikałem przytem piosnek zakazanych, a z tych które zamieściłem, wyrzucono i poprawiono zwroty przez sądy uznane za niewłaściwe“). W uwadze zamieszczonej na końcu śpiewnika podkreśla, że zakazowi podlegają nie tylko pieśni narodowe (Boże coś Polskę, Z dymem pożarów), ale także czysto religijne (Stanisławie, polski nasz patronie i Witaj Jutrzenko rano powstająca o Matce Boskiej Częstochowskiej).

#### Śpiewniki robotnicze i rewolucyjne
Przykładowe śpiewniki rzemieślnicze, robotnicze i rewolucyjne z przełomu XIX i XX wieku to:
- Śpiewnik dla przemysłowców, wydany pod pseudonimem Nadwiślanin w Gnieźnie około 1895 roku[50], zawiera piosenki na temat różnych zawodów, głównie rzemieślniczych (ale również o prawniku, lekarzu i muzykach);
- Śpiewnik pracownic polskich, wydany anonimowo w Poznaniu (wydanie 5 z 1919 roku)[51], zawierał pieśni patriotyczne, ludowe i tzw. światowe (w odróżnieniu od religijnych);
- Śpiewnik robotniczy PPS, wydany anonimowo w Toruniu w 1920 roku[52], składa się głównie z pieśni rewolucyjnych.

Narzędziem propagandy i walki ideologicznej, zarówno socjalistycznej, jak i antyrewolucyjnej, była w tym okresie kontrafaktura, czyli podkładanie nowego tekstu do starszej, popularnej melodii. Przykładowo:
- pieśń Mazur kajdaniarski śpiewano na melodię pieśni Bracia, rocznica napisanej przez Wincentego Pola po powstaniu listopadowym[53];
- w Śpiewniku robotniczym PPS występuje nowy tekst do pieśni Warszawianka 1831 roku[54] oraz dwa przerobione teskty kolęd[55];
- do melodii pieśni rewolucyjnej Czerwony sztandar („A kolor jego jest czerwony, bo na nim robotników krew”) w śpiewnikach wydawców katolickich przeznaczonych dla kobiet i młodzieży rozpowszechniano tekst Ludzkości żeńce (Biały sztandar), nawołujący do wybaczania krzywd i zdania się na Boską sprawiedliwość („A kolor jego śnieżnobiały, bo go nie plami bliźnich krew”)[56][57].